# 海淑德
海淑德（英語：Laura Askew Haygood，1845年—1900年），女，佐治亚州人，美国人物，美南监理会传教士。歷任美国阿特兰大女子高级中学校长、上海中西女中首任校長。

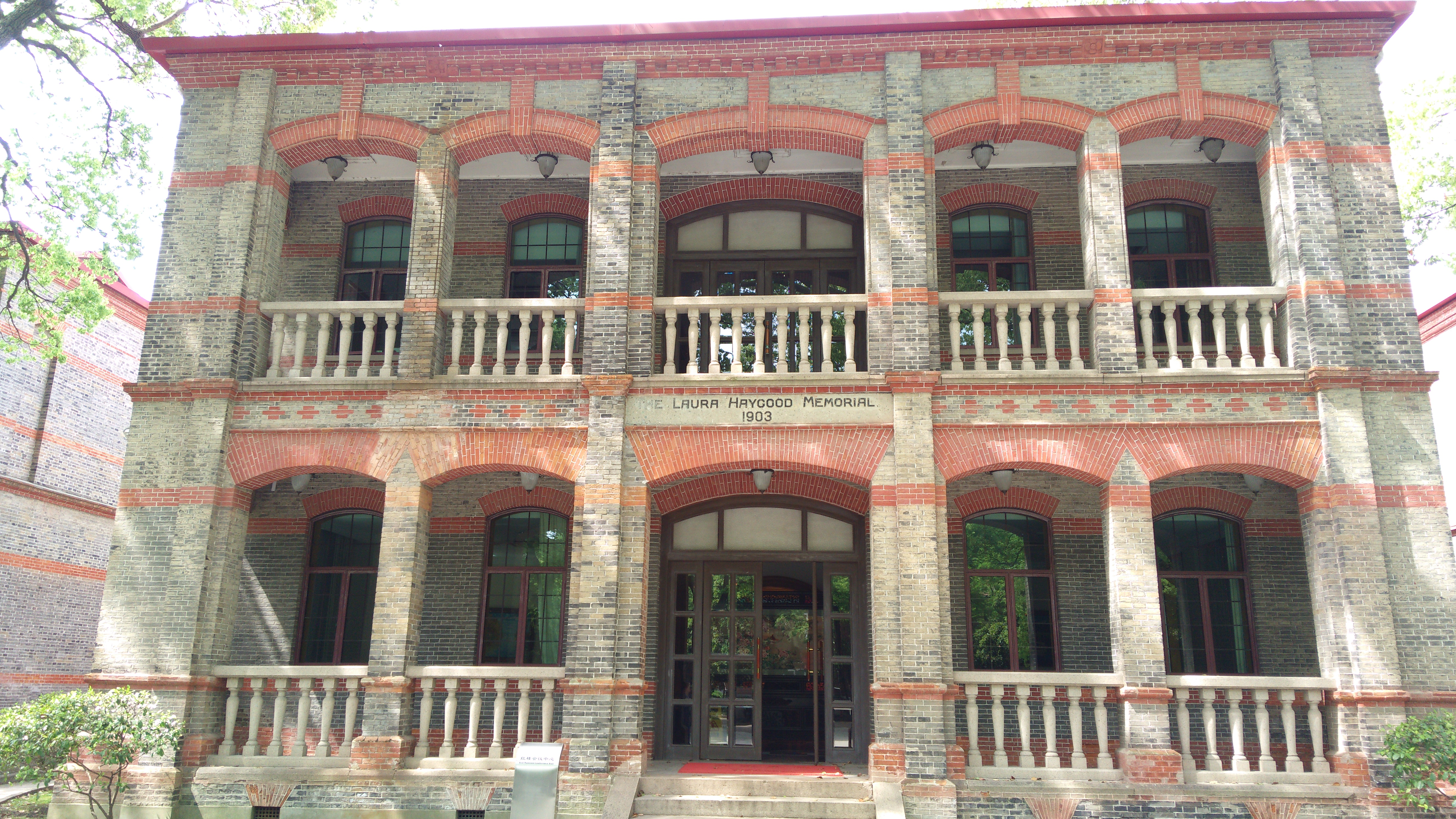
苏州大学的红楼上刻有“THE LAURA HAYGOOD MEMORIAL 1903”，以纪念她。

## 個人背景
父亲是律师，母亲是教师。18岁时毕业于女子大学，精通英文文学，旁通法语、德语和希腊语。任教12年。1877年被提升为公立学校校长。海淑德自幼笃信上帝，工作之余，参加教会义务工作。

## 經歷
在上海传教的美南监理会传教士林乐知(Young John Allen，1836年－1907年5月31日)发现，上海的社会已有很大变化，华人已经不再敌视和怀疑外国人，许多家长愿意送子女进教会学校，接受现代教育。但是，原有的慈善性质的免费学校由于都是穷人家的子女，富有的家长们不愿意送自己的子女就读。林乐知在1881年创办了中西学院，招收上流社会子弟入学。他还计划创办一所同样类型的女子学校，并为找到合适的校长而物色人选。
1878年，林乐知回国休假时，在海淑德服务的礼拜堂介绍中国情况，会后林乐知邀请海淑德来中国一同工作，当时海淑德并未答应。林乐知回到中国后，连续6年写信给她，1884年初，海淑德终于同意，动身来到上海。海淑德来到上海后，全心投入林乐知的计划，一再写信回国，阐明开办女校的重要性，要求美国南方教会（当时美国内战后南方经济面临困难）在各方面大力支持。
1892年3月26日，中西女塾（McTyeire High School，中文名称后来改为中西女中）举行开学典礼，校址在上海汉口路西端、慕尔堂的西侧，海淑德担任第一任校长。

## 身後
1900年，海淑德在上海去世。监理会在苏州天赐庄所办的景海女子师范学校（Laura Haygood School）就是以她命名的。今苏州大学本部内仍留存有纪念她的建筑——红楼。